# 西藏历史
西藏位於亚洲腹地的青藏高原。在中文中，西藏既可以指傳統意義上的西藏，即包括整個藏區，又稱大西藏地區；也可以特指其西南部地區，即清朝以來分割邊界後的行政區劃，面积略大过現在的中華人民共和國西藏自治區之範圍。本條目正文中所指的西藏，若無特別說明，通常指大西藏地區，以更加方便和準確地闡述包含各個藏區的西藏整體的歷史。由於青藏高原的平均海拔在4000米以上，是世界上海拔最高的高原，故素有「世界屋脊」之稱。自古以來，西藏特殊的地理位置阻絕外來勢力的侵擾，也保留獨特的地域文化。自石器時代即在西藏高原活動的人類，逐漸發展成今日的藏族，而其綿延至今的文化中最引人矚目的，正是在他們的生活中無所不在的宗教色彩。

## 名称
生活在青藏高原的藏族人自稱為「博（bod）」。满语、蒙语中則稱「博」為「ᡨᡠ᠋ᠪᡝᡨ (tubet, 土伯特)」、「tübat（圖波特）」。「博」是集民族、地域、政權於一體的總稱，世代生活着西藏地區的除藏族人还有汉族、门巴族、珞巴族等，所以除了「博」和「圖波特」這兩個語彙以外，在歷史上還可以找到「吐蕃」、「唐古特」、「土伯特」等其他稱謂，而对于在东部藏區（如四川、青海等）生活的其他分支的藏民，部分漢族人會稱呼他們作「西番」或「西羌」等等。
清朝的满族君臣把“乌思藏”理解为“西面的藏”，称之为“wargi　dzang”，翻译成汉文时译作“西藏”，这样才出现汉文的“西藏”这个地理名词，清朝早期的文献称藏族为“图白忒”或“唐古特”，清顺治帝时称藏巴汗为“图白忒部落藏巴汗”，称达赖喇嘛为“图白忒部落达赖喇嘛”，清朝将达赖喇嘛、班禅喇嘛所居之地沿用藏族的习惯称为“乌思藏”、“卫藏”，后来又由“卫藏”一词演变为“西藏”。“西藏”一词最早出现于《清实录》康熙二年(1663年)八月丙申条中：“西藏班禅胡土克图故，遣官致祭。”

## 地理範圍

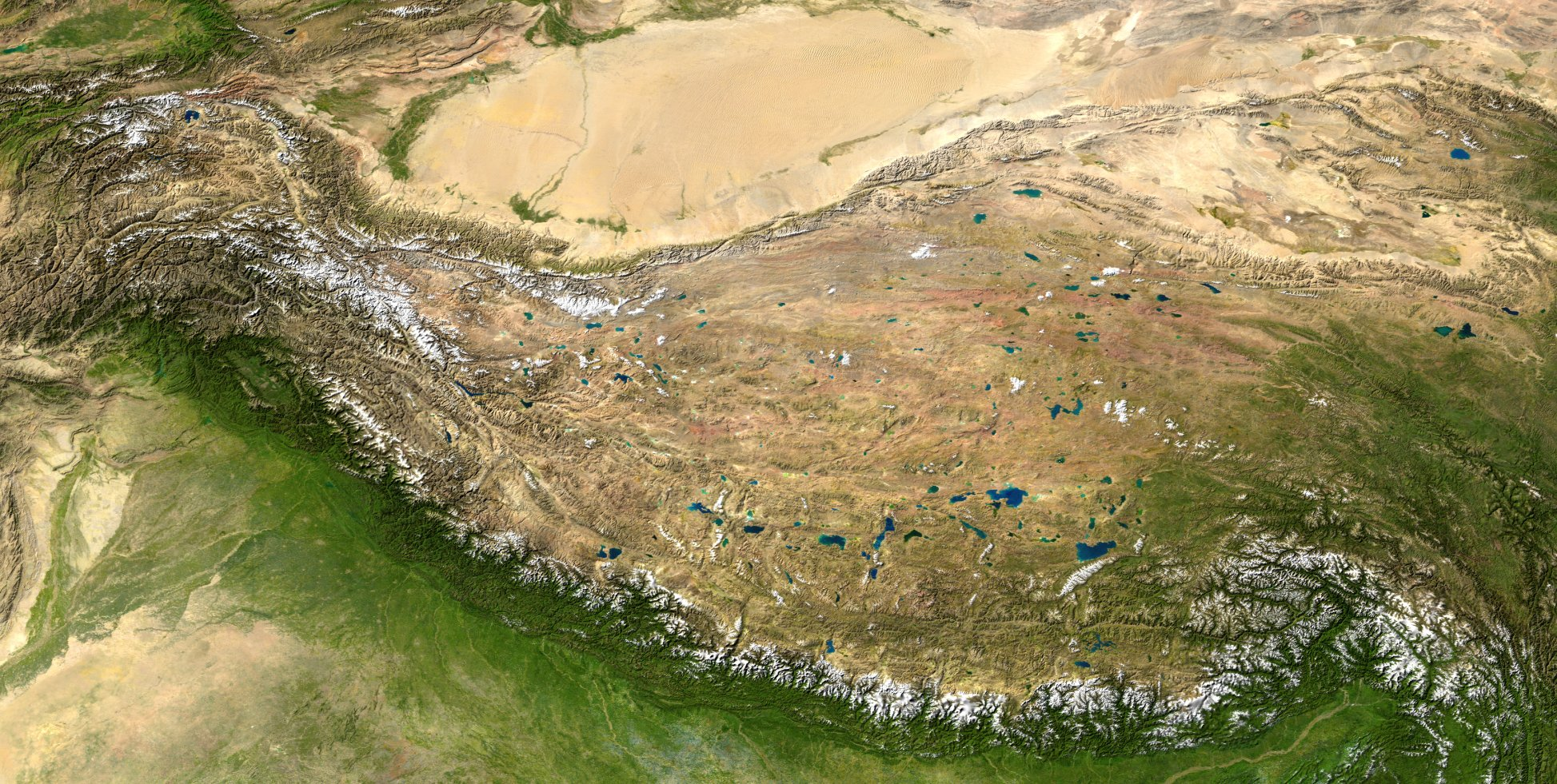
青藏高原的衛星航照，位於高原南緣的高山是喜馬拉雅山，北端則是塔里木盆地

「西藏」這個詞彙所含括的地理範圍，有不同的解讀方式。
西藏的兩個主要定義：
- 西藏流亡政府宣稱的藏區（藏文：Bod ljongs，英文：Tibet），又稱大西藏地區，囊括中國境内所有藏人居住的地區，其范围包括今西藏自治区（藏文：Bod rang skyongs ljongs）、青海大部、四川西部、以及小部份的甘肃、云南，兩倍于西藏自治區[2]，不包括现在被印度控制的藏南地區。其聲稱，在1950年之前，達賴喇嘛管理衛藏、康、安多三大區域[3][4][5]，并声明這種説法被西方媒體廣爲接受[6][7][8][9][10]。被西藏流亡政府宣佈為西藏固有領土的安多省的青海湖東北部和西康東部地區，在西元8世紀納入吐蕃王朝版圖。《新唐書·吐蕃傳》載唐德宗建中四年，唐蕃清水會盟時約定雙方邊界如下：「唐地涇州右盡彈箏峽，隴州右極清水，鳳州西盡同谷，劍南盡西山、大度水。吐蕃守鎮蘭、渭、原、會，西臨洮，東成州，抵劍南西磨些諸蠻、大度水之西南。」[11]大西藏地區的非藏族人口有十來個民族，是歷史形成的，那裏的藏族人口也是在吐蕃擊敗吐谷渾和唐朝之后遷入的[12]。清朝政府對西藏採取分而治之的政策，在18世纪時將衛藏以外的大部分藏族地区划离西藏，不受拉萨的行政管辖，但宗教上仍以拉薩為中心。
- 中國政府所說的西藏是西藏自治區，包括目前受印度控制的阿鲁纳恰尔邦。汉地明朝時期[13]，衛藏政權僅能控制前后藏；明末清初，蒙古和碩特部的固始汗控制青海、前後藏和喀木；清[14]雍正年間勘定西藏與青海、四川、雲南的邊界，把安多和喀木東部陸續劃入四川、云南等省，并在清末開始改土歸流；民國肇建[15]駐藏清軍撤出拉薩，但川軍仍控制著西康地區。1912年十三世達賴喇嘛返藏後，藏軍接管原駐藏大臣管轄的霍爾三十九族，滅波密土王，並東進康區、玉樹，與四川、青海軍隊多次交戰，川藏分界線在金沙江左右搖擺不定。九世班禪逃往內地後，十三世達賴又接管班禪所屬地區。1949年拉薩噶廈已控制衛、藏、阿里、三十九族地區和康區西部[16]，與現在西藏自治區的範圍大致相當。

广义的藏语文区域和藏民族区域亦包含不丹、锡金、拉达克（大西藏）、巴爾蒂斯坦（小西藏）。
本條目从歷史的角度描述西藏，对地理范围并不执着某一时期的界定。西藏自治區以外的藏區，歷史上多數由藏族統治，但并非總是被拉薩政權統治。

## 史前時期
主流史学界认为西藏雅鲁藏布江流域有旧石器时代到新石器时代衍化的完整遺址，考古证据证明西藏在18,000年前左右已经有人類活动。按照目前考古學上的證據，在距今14,000年和8,000年之間的中石器時代，就已經有人類開始在西藏居住。1978年，考古學家在昌都發現屬於新石器時代的骸骨和陶器，在進行研究以後，認定這些物件距今大約有7,000年之久。

## 上古时期
在青藏高原西北部的古象雄地区，根據藏族所信奉的原始宗教「苯教」的傳說，世界原初是一個巨大的卵，其蛋殼變成白色的神山，蛋白化成大海，蛋黃則變成十八個中型的卵，再從其中誕生各種動物。至於西藏民族的起源，依照西藏佛教故事裡面的傳說，該族来自于阿尔泰山、西藏岡仁波齊峰和天山相鄰地區最原始的六個氏族（或六大姓氏，即噶、哲、扎、党、訥沃、韋達），是瀰猴與羅剎女婚配而繁衍出來的後裔。在《隋書》中，也可以找到位於甘肅東部拉卜愣一帶之党氏藏人（即宕昌羌）自稱為瀰猴種的記載。最早的西藏王国可能是《史记》中记载的单同（即象雄）。但有证据显示古国象雄开始于铁器时代。象雄最初包括今天大部分藏区，包括象雄和蕃两个民族。聂赤赞普时代，兴起的吐蕃部落逐渐脱离了象雄王室的控制，苏毗也切断了象雄王室与东部象雄（多康地区）的联系，此后象雄的范围仅限于今天阿里和克什米尔， 即吐蕃的西北部。
唐旄是两支羌族人，也称为葱茈羌，原居住在天山南部，以葱岭一带藏北为中心。象雄衰弱后，唐旄渐渐向东面和南面扩大，成为藏北大国，北界接于阗（今新疆和田），东北与苏毗（今青海玉树一带）接壤，西至天竺（今印度），南境山南地区。6世紀末，髮羌后裔吐蕃部落渐渐崛起，自山南地区雅隆河谷向唐旄后期中心逻些（今拉萨）推进。
在青藏高原东南部的古吐蕃地区，藏族早期的神話傳説認為藏人起源于東方，即今四川、西藏、青海相鄰地區。西藏的历史记载中还提到古羌人与西藏米博懂氏的血缘关系。故有觀點認為藏族起源于羌族。这个部落在汉文史籍中被称为發羌。在6世紀以前，整個西藏高原都分布著很小國家和部族，多說藏語，也有羌人与鲜卑人的后代。這些部落後來合併為12個小邦，其中以位於山南地區雅隆河谷的羌族的一支最為強大，不但統一諸邦，而且後來還建立吐蕃王朝。根據西藏传说，大约在西元前127年的時候，雅魯藏布江流域的幾位苯教領袖，曾經一起迎立聶赤贊布為王。後來的吐蕃王朝的建立者宣稱自己是聶赤贊布的後代。

## 吐蕃帝國

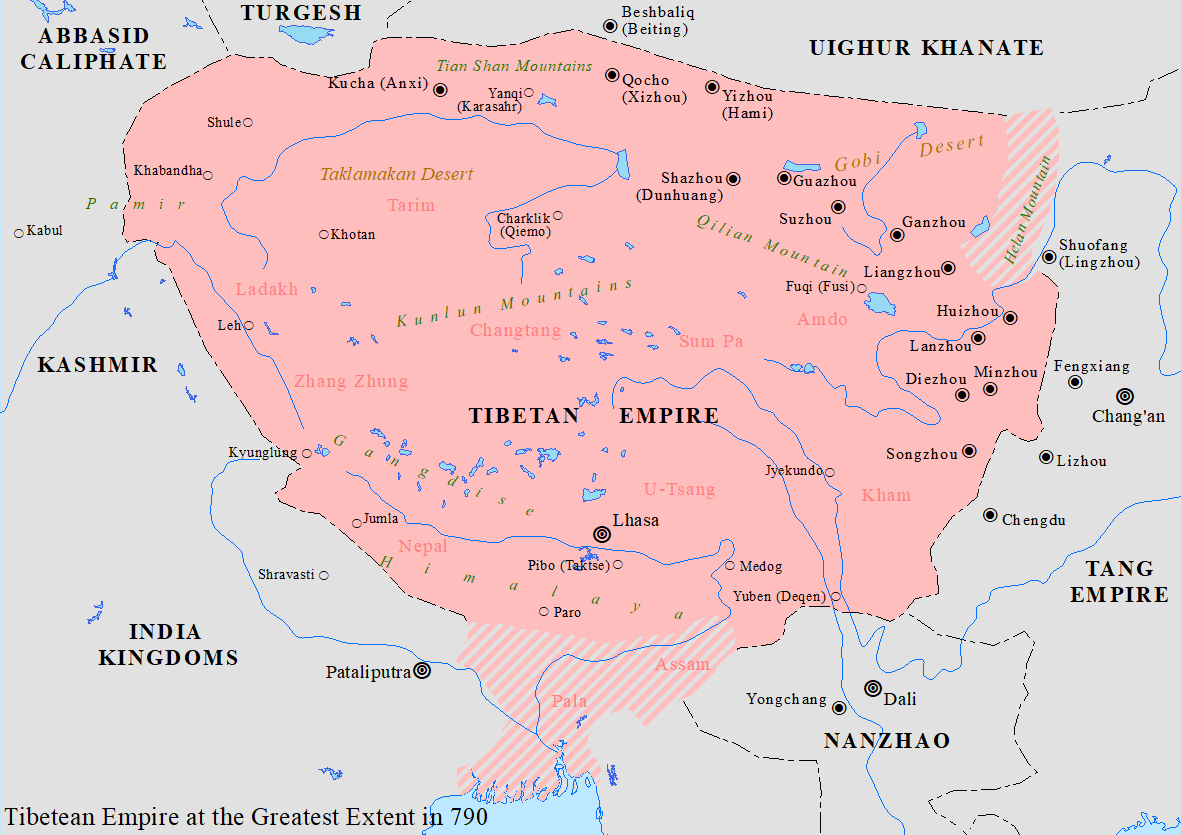
吐蕃全盛時期疆域

吐蕃王室的始祖崛起於西藏山南地區的雅隆河谷，在松贊干布贊普繼位以前，據說已傳承20餘世，但松贊干布之前吐蕃並無文字，因此其世系難以考證。到了7世紀初的時候，由於松贊干布成功的經略，位於今青海玉树一帶的「松波」、謙多（今昌都）一帶的「康國」（舊唐書稱「東女國」）、甘孜一帶的「附國」、理塘一帶的「蕃綠」、居青海的吐谷渾、党氏各小國（即唐史所記「項」）等國，統一在吐蕃王朝之下，該王朝也成為當時不可忽視的大國。

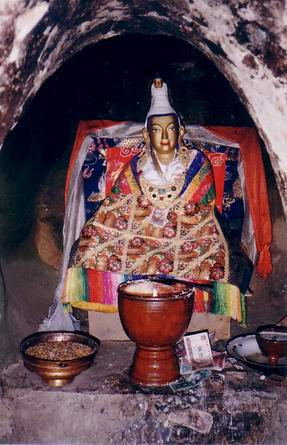
松赞干布打坐像

在松贊干布統治期間，他派遣16名聰穎的西藏兒童前往印度學習，其中一名兒童吐米桑布扎，後來以梵文為藍本而創制藏文。另外有一種觀點認為，在吐米桑布扎「發明」藏文以前，西藏早就已經有文字了。根據這種觀點的說法，藏文係產生於象雄(即今阿里地區)，時間則是在丹巴辛繞創立雍仲苯教的時期，距今已經有2000多年。後來松贊干布派噶東贊（即唐史中的祿東贊）到尼泊爾迎娶尺尊公主，尺尊公主攜來了西藏的第一尊佛像金剛不動佛，並修建了饒薩孜拉康（即現在的拉薩「大昭寺」）。

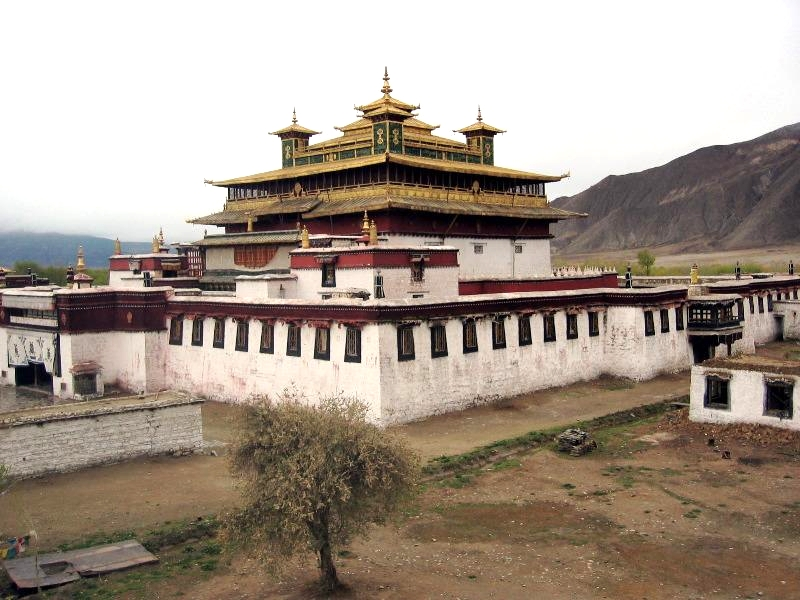
藏傳佛教紅教（寧瑪派）的大本營——桑耶寺。桑耶寺位於拉薩東南方的河谷平原上，是藏傳佛教僧伽組織始創的搖籃。

大致上也在這個時候，從印度傳入的密教和從漢地傳入的大乘佛教，與西藏原有的「苯教」結合，而形成藏傳佛教。該教宣傳宇宙大劫、五濁惡世、一切無常、因果報應、生死輪迴、修行解脫等教義，特別崇奉密宗，以無上瑜伽密為最高修行次第，稱為藏密。這是佛教傳入西藏的第一波活動，宗教史學者將其稱為藏傳佛教的「前弘期」。
637年，松贊干布率兵攻吐谷渾，並第一次與當時統治中國大部的唐朝發生衝突。640年，松贊干布派噶東贊迎娶唐朝的文成公主，文成攜來釋迦牟尼佛佛像，並修建饒摩齊（即今拉薩的「小昭寺」）。此外，松贊干布的另外三個妃子象雄公主、門妃遲江、惹擁妃等也分別創建寺院，據說當時在整個西藏總共有108座佛廟。
松贊干布過世以後，吐蕃王朝與唐朝的關係時而緊張，時而修好。714年，吐蕃與唐朝議和，雙方簽訂條約，規定以河源為界。未幾戰火又起，所以於730年又再度簽約定赤嶺為界。據《敦煌文選》和「達扎樂宮石碑」的記載：唐肃宗應允向吐蕃納絹5萬匹，以為歲絹。至唐代宗继位以后，停止向吐蕃纳绢。當時在位的唐金城公主之子，吐蕃贊普赤松德贊極為惱怒，遣部下達扎樂宮率20萬之眾於762年（安史之乱尚未完全平息）攻陷唐都長安，並於簽約後退兵赤松德贊（755年 - 797年）在位時吐蕃的國力達到鼎盛，除了大力發展佛教以外，還廣拓疆土，疆界西至勃律、大食，東到川隴、南詔。

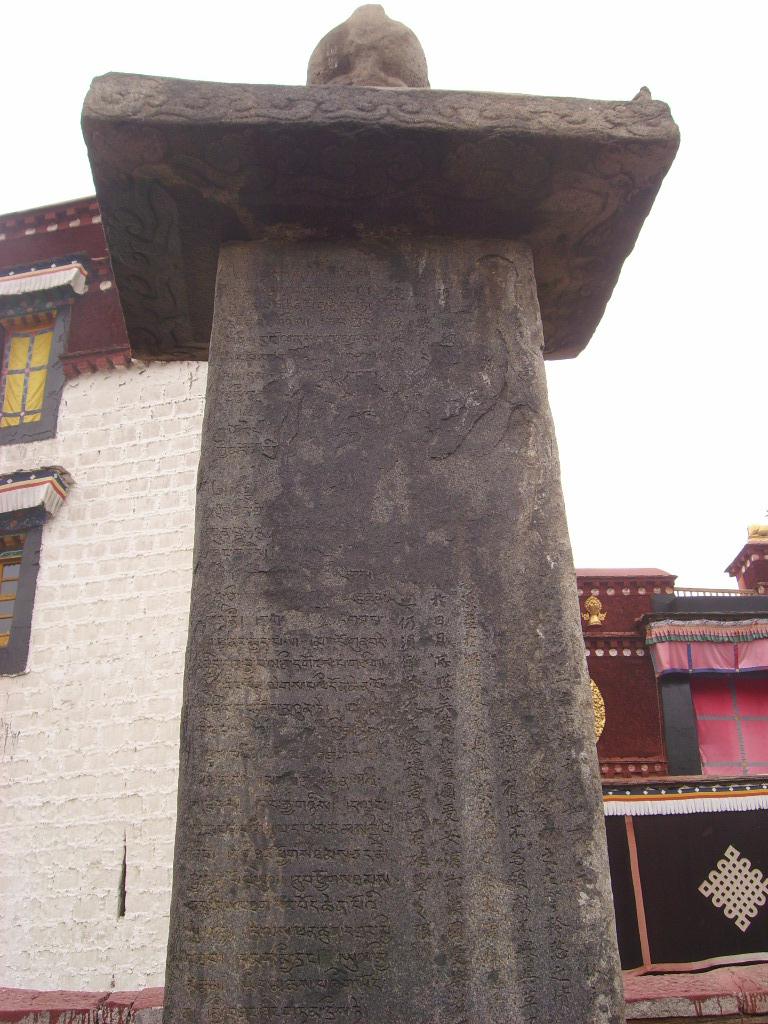
唐蕃會盟碑

經過近兩個世紀的戰爭，吐蕃和唐朝均感到疲憊。821年及次年，吐蕃和唐朝雙方分別在長安、邏娑（即拉薩）會盟，達成「唐蕃甥舅和盟」。由於這次會盟是發生在唐長慶元年和二年，中國的史書稱之為「長慶會盟」。記載這次會盟內容的唐蕃會盟碑共有三塊，其中一塊立於拉薩「大昭寺」前面。在這次會盟所簽定的條約中，吐蕃和唐朝兩國的邊界被確定，雙方平等相待，互相承諾尊重對方的領土主權：
今蕃漢兩國，所守見管本界，界以東悉為大唐國境，以西盡是大蕃境土，彼此不為寇、不舉兵、不相侵。
吐蕃末期，苯教勢力又佔了上風。841年，末代贊普朗達瑪採取對佛教不利的政策，而於846年遭僧人刺殺身亡。之後，吐蕃陷入長期內戰。877年，吐蕃王朝覆滅，西藏進入分裂割據的時代。如果從宗教發展的角度來看，這也是藏傳佛教「前弘期」的結束。

## 分裂时期
统一的吐蕃王朝全面崩溃三十年后，汉地唐王朝也于公元907年衰亡。与汉地的五代十国大分裂状况相似，藏族地区也形成群雄割据、互不相属、没有统一政权的大分裂状况。
朗達瑪被刺殺以後，他的兩個兒子维松与雲丹争夺王位而相互争战，由此引起的內戰陸續擴及全國，再加上庶民造反，西藏終於陷入四分五裂的狀態。內戰中，整個西藏形成許多互不相屬的小國，其中维松之子贝考赞死于民變，贝考赞之子吉德尼玛衮见大势已去，便率领部下逃亡到阿里地区，娶当地头人的女儿为妻，于公元10世纪末建立政权古格王朝。雲丹的後裔佔據拉薩一帶，形成拉薩王系。此外，在這些小國中比較強大的是唃廝囉國（宗喀國）。宗喀國曾經很強大，並與同樣是藏族祖先羌族的另一分支的西夏項人長期交戰。
在分裂初期的戰亂過去後，佛教又再度慢慢復興並真正藏化，宗教學者將這次佛教的再復興稱之為「後弘期」。1041年，阿里王益西翰迎請印度超岩寺的尊者阿底峽到藏，阿底峽被其盛情所感動，於隔年以61歲的高齡到藏宏法，其弟子仲敦巴建「熱振寺」，由此而傳出藏傳佛教的「噶當派」。此外，藏傳佛教的其他教派也在這段時期陸陸續續地形成，如白教（噶舉派）、花教（薩迦派）、紅教（寧瑪派）等。
整體而言，「西藏分裂時期在政治上是各自為政，在文化上卻是一個百家爭鳴的時代，各種學說、各種教派紛紛形成。對西藏未來的歷史產生巨大的影響。佛教也是在這一時期成為主導整個西藏的宗教」。

## 各教派統治時期

### 薩迦巴与元治时期
13世紀初，強悍的蒙古族在北方興起，成立蒙古帝国。從1206年開始，成吉思汗及其後繼者先后滅掉畏兀兒、西辽、西夏、金朝和大理国。1240年，蒙古大汗窩闊台的皇子闊端派遣大將多達，率軍深入西藏，企圖了解西藏的政治形勢和眾多教派的詳細情況。1244年，60餘歲的薩迦派高僧薩迦班智達（简称薩班）受闊端的邀請，起程前往涼州。1247年，薩班與闊端會晤，並以西域學者為譯師，向闊端宣講佛法。闊端逐漸敬信並決定免除天下僧尼的賦稅和兵役。闊端並為薩班建造「幻化寺」，供奉大量的財寶，由此開始西藏喇嘛與蒙古之間的直接交流；史稱“涼州會盟”。1251年，薩班過世，不久後闊端亦逝。
1253年，薩迦班智達的姪子八思巴與蒙哥汗之弟忽必烈會晤。八思巴不僅向其講述佛法，而且還解答忽必烈所提出的許多疑難問題，使忽必烈對佛法產生虔誠的信仰。1260年，忽必烈在開平自立為汗，隨後並封八思巴為國師。1264年，在擊敗位於蒙古本土也自稱大汗的胞弟阿里不哥後，忽必烈又設宣政院（初为總制院），命八思巴以國師身份兼領該院院事。在宣政院下設有三个「宣慰使司都元帥府」（即吐蕃等處、吐蕃等路、烏思藏納里速古魯孫等三路），負責處理和管轄西藏地區的軍政事務。宣慰使司下面則轄有管理民政的萬戶府、千戶所。1270年，八思巴為忽必烈灌顶，而忽必烈为酬答八思巴造字之功，封八思巴為大寶法王，其封號由國師升為帝師，並通過八思巴的舉薦，任命總管西藏事務的行政長官和13個萬戶府的萬戶長。
1271年，忽必烈改國號為大元，建立元朝，而忽必烈即為元世祖，又於1279年滅南宋。此時原蒙古帝國已分裂為元朝和四大汗國，后者逐渐成为元朝的藩属国但从此各自為政。而這時西藏則為元朝所設立的宣政院所管轄。一方面，在元世祖及其後的元朝皇帝的大力支持，宣政院的職權一直由薩迦派所掌握，負責統治整個西藏地區，直至元末。另一方面，元政府在文化和其他層面也受到西藏很大的影響，比如八思巴就曾經根據忽必烈的要求，按照藏文字母的拼音方式創造蒙古文字，史稱「八思巴文」。兩者的關係是互惠的。元朝还几次派遣官员赴藏，在萨迦本钦的配合下，清查西藏各地的户口，确定各个万户的贡赋，并且建立驿站以及保证驿站交通的乌拉差役制度，在此基础上，元朝在西藏驻扎军队，设立各级官府，以保证对西藏的统治和政令的推行。

### 帕木竹巴

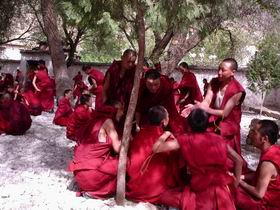
現今色拉寺喇嘛辯經的照片

在薩迦巴統治下的各部落中，止貢、帕竹和蔡巴三個萬戶長不僅轄區地廣人眾，佔有舉足輕重的地位。1358年，屬於帕竹首領絳曲堅贊借故揮兵進占薩斯迦，廢除最後一任薩迦本欽，被元順帝封為大司徒，由此開始帕木竹巴統治西藏的時期。
大司徒絳曲堅贊在推翻薩迦王朝以後，對西藏進行一系列的改革。由於薩迦王朝沿用蒙古習俗，征稅斷案等隨心所欲，無章可循，且法令無常，不利統治，因此絳曲堅贊決定重新制定稅法及相關法律，史稱「十五律」。此外，由於薩迦官員著蒙古服裝，絳曲堅贊又參照吐蕃王朝時代的服裝，重新制定官員、王子、夫人裝等。由於絳曲堅贊的勵精圖治，西藏政局與社會穩定，史稱「老婦背金磚行全藏而沒人搶奪時期」。
1363年，絳曲堅贊過世，其子釋迦堅贊繼位。1368年，朱元璋推翻元朝並建立明朝。元朝残余势力退回蒙古高原，史称北元。1369年，明太祖朱元璋即派人赴藏，对西藏各地僧俗首领加以安抚，承认他们的固有地位，但需上交元朝封赐的旧印，由明朝重新任命并颁发新印。1372年，元朝的最后一位帝师喃加巴藏卜归顺明朝，明朝封他为炽盛佛宝国师，赐玉印一颗。永乐十二年，明成祖遣使到前藏延请新兴的格鲁派创始人宗喀巴。宗喀巴派弟子释迦也失代表他赴京。明朝对有实力的僧俗各派领袖人物都赐加封号，共敕封过三位法王和五位王。帕木竹巴政權在扎巴堅贊的時候，勢力達到頂峰。帕竹政权得到明朝政府的承认，帕竹第悉被封为“灌顶国师阐化王”。
1409年，在米旺扎巴堅贊的支持下，藏傳佛教格魯派的開創者宗喀巴在拉薩首創「傳昭大法會」，同年並建成「甘丹寺」，藏語意為「具喜寺」或「極樂寺」。7年後，宗喀巴的門徒絳央却杰於拉薩西北興建「哲蚌寺」，2年以後，宗喀巴的另一門徒絳欽卻傑又在拉薩北郊建立「色拉寺」。這三間佛寺被稱之為拉薩的「三大寺」。從此，藏傳佛教四大教派之一的格魯派正式形成。
在此期间，明朝對西藏的政權採取多封眾建的政策，對具有實權的勢力均封為王。不過此政策是否代表當時的西藏為明朝的一部分，對此則有不同的看法。接受明朝冊封的其他諸王也不透過帕木竹巴而直接與明朝交往。但在明朝官員主持下，帕木竹巴還不得不向薩迦派移交薩迦寺。明朝的影響力仍然存在，儘管从未在西藏派駐軍隊而且並無任何有行政權力的官吏。

### 仁蚌巴
1432年，扎巴堅贊過世，帕木竹巴逐漸被其大臣仁蚌巴架空。到後來，帕竹已經是形同傀儡，事實上完全無法影響西藏的政局。雖然帕竹的第悉稱號一直保持到甘丹頗章政權建立的時候（1642年），但是，從仁蚌巴專權開始算起，一直到後來1565年藏巴王朝建立為止，西藏史書通常將這段時期稱之為「仁蚌巴統治時期」。
仁蚌巴以後藏的三竹節（日喀則）為統治中心，信奉噶舉派，反對格魯派。1479年，仁蚌巴在拉薩建立一個噶舉派的寺院，卻數度被其他格魯派寺院的寺僧所拆毀。仁蚌巴後來決定派兵討伐，遂先後佔領拉薩等地，並從1498年開始禁止格魯派「三大寺」的僧人參加「傳昭大法會」。之後的20餘年，傳昭大法會因此都由拉薩附近的噶舉派和薩迦派僧人所主持。

### 藏巴汗
1565年，原本擔任仁蚌巴手下官員的辛廈巴·才丹多吉起兵造反，先後佔據香、八囊倫珠孜、帕日等宗管轄的地域。一年以後，辛廈巴的勢力範圍已囊括后藏的大部分地区，他因此自稱為「藏巴加波」（「藏 」即今日喀則一帶；「加波」則是國王的意思），史稱藏巴汗。
1613年，辛廈巴的後繼者彭措南傑攻滅西藏西部古格的殘存勢力，控制阿里地區，同時兼併四周的弱小部落。在宗教信仰上，彭措南嘉崇信西藏佛教中的噶舉派，曾經兩次因為宗教糾紛而出兵攻打信奉主巴噶舉派的不丹，給噶舉四大支中的噶瑪巴封上「衛藏之主」的印信，但卻仇視新興的格魯派。1617年，格魯派請求青海蒙古喀爾喀部軍隊入藏，組成聯軍攻打藏巴汗。1618年，噶瑪巴派了萬餘人前來救援，打敗由色拉寺僧兵與其他格魯派施主所組成的聯軍，佔領色拉寺和哲蚌寺，殺死幾百名僧俗人，其餘的格魯派僧侶只好被迫逃亡北方。彭措南傑因此平定動亂，使前藏大部分地區也臣服于藏巴汗。現代藏學一般將这年定為藏巴汗政权正式建立并取代帕竹政權統治西藏地區的開始。
1621年，格魯派軍隊與由五世達賴喇嘛引來的蒙古軍隊一同聯合作戰，而在拉薩附近一舉擊敗藏巴汗的軍隊。藏巴汗退守藥王山，後來經由班禪仁波齊的從中調解，藏巴汗才允許哲蚌寺和色拉寺的僧人返回寺院，同時改正被強制改信噶舉派的各個格魯派寺院。然而，藏巴汗並不甘心，此後仍基本上繼續執行仇視格魯派的政策。在這種情況下，格魯派不甘坐以待斃，四世班禪與五世達賴邀請蒙古和碩特部汗王圖魯拜唬（即後來的固始汗）入藏。1641年，固始汗發兵攻打藏巴汗，包圍日喀則的藏巴汗府邸，攻滅藏巴汗，建立甘丹頗章政權。

## 甘丹頗章政權時期

### 和碩特汗國

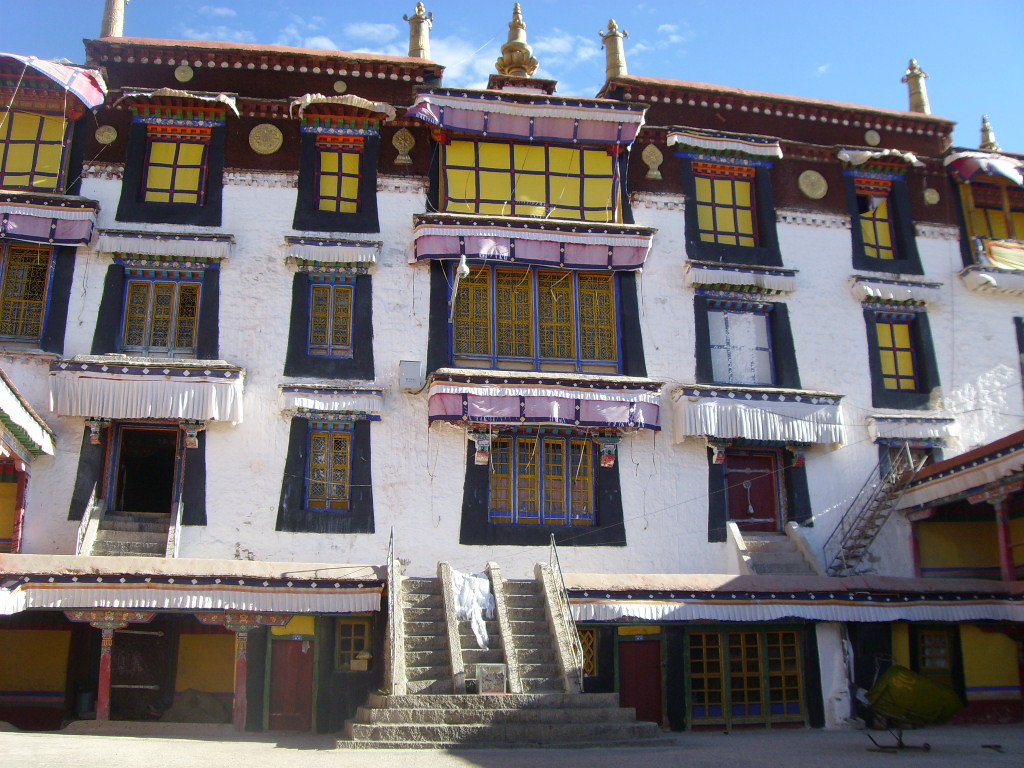
五世达赖喇嘛在哲蚌寺的居所甘丹颇章

攻滅藏巴汗后，固始汗繼續西進，降服後藏地區，並駐守日喀則，命其長子達延汗駐守拉薩，分兵控制西藏各地，成為實際統治西藏的汗王和格鲁派的护教法王，被清朝順治皇帝封為“遵行文義敏慧顧實汗”。固始汗将八个儿子留在青海。甘丹頗章政權時期由五世達賴喇嘛與和碩特蒙古聯合統治西藏開始。

### 清朝駐藏大臣和噶廈的設立
1701年，和硕特汗国最后一任可汗拉藏汗继承汗位，清朝康熙皇帝册封为翊法恭順汗。1705年，厄魯特蒙古准噶尔汗国與清朝發生戰爭，拉藏汗進攻拉薩，罷免并诱杀第悉桑结嘉措。1706年6月28日，拉藏汗殺桑结嘉措后，更與康熙皇帝決定同時廢黜第六世達賴喇嘛倉央嘉措，重新选定阿旺伊西嘉措为六世达赖，得到康熙皇帝的册封。清康熙四十八年（1709年），清朝派遣侍郎赫壽前往拉薩，辦理西藏事務。此為清代派遣大臣駐藏辦理政務之始，但僅為臨時派員，未成定制。1716年，准噶尔汗国派兵入侵西藏，攻打拉萨，并于次年攻入拉萨，杀死拉藏汗，和硕特汗国灭亡。1718年清朝由青海路出兵入藏，不过全军覆没。
1720年後西藏再次向清朝求援，清朝第二次出兵驱除准噶尔军成功，駐軍並協助七世达赖入藏，以拉藏汗舊臣管理藏區，這是清朝正式經營青藏地區之始。平定準噶爾军侵藏事變後，雍正五年（1727年）正月，清世宗派遣内閣學士僧格、副都統馬喇駐拉薩，“與達賴喇嘛、康濟鼐、阿爾布巴等和衷辦事”，並設立駐藏大臣衙門。自此，朝廷派駐藏大臣二員辦理西藏事務。
1739年（乾隆四年），晉封噶倫頗羅鼐為多羅郡王。1747年，頗羅鼐病故，其次子珠爾默特那木札勒襲封郡王。珠爾默特那木札勒“素不信奉達賴喇嘛，心懷仇隟”，表面上順從駐藏大臣，暗中聯絡蒙古準噶爾汗国，伺機起兵反叛。1749年，珠爾默特那木札勒攻殺其長兄“阿里公”珠爾默特策布登，控制阿里。1750年，駐藏大臣傅清、拉布敦迫於情勢，誘殺珠爾默特那木札勒，隨後為其黨羽卓呢爾（官名）羅卜藏札什所杀。隨後，清朝廷派四川總督策楞領兵入藏平叛。清政府驻藏大臣制度最终确立，成為定制，不再冊封噶倫為札薩克，防止權力集中於世俗貴族之手。1751年，清朝頒行策楞所奏的《西藏善後章程》十三條。章程規定，噶倫員額為四人，且必須于公所（噶廈）辦理政事。“查舊例噶隆會辦事件，原有噶沙之公所衙門。自頗羅鼐後，各噶隆竟不赴公所，俱於私宅辦事。……今噶隆業已照例補放，自應遵照舊例，遇有應辦事件，俱赴公所會辦。”章程擴大駐藏大臣的職權，並首次正式規定達賴喇嘛的世俗權力，形成駐藏大臣、達賴與班禪的僧官系統、噶廈俗官系統三者制衡的狀態；正式設立噶廈，駐地在拉薩大昭寺，長官為噶倫，秉承駐藏大臣、達賴喇嘛旨意辦事。
从清初到18世纪末清廷对西藏的控制呈逐步加强的趋势。乾隆年間，六世班禅赴京觐见，为乾隆皇帝庆祝70大寿，由于拒绝接种，感染天花在承德去世，将随身携带的金苯巴瓶留在承德仿布达拉宫建造的普陀宗乘之庙。六世班禅曾是乾隆老师，乾隆赠送给班禅喇嘛及其兄弟姊妹很多金子。但班禅喇嘛的驻锡地扎什伦布寺却没有给六世班禅的兄弟白教第十世夏玛巴他的那部分。当夏玛巴的杨巴千寺的管理员对此事抱怨时，扎什伦布寺答复说，金子全部都是属于扎什伦布寺的。第十世夏玛巴还遭到诽谤，说他为了重新得到他的寺院，策划谋反西藏政府。从而在西藏政府与夏玛巴相互仇视。1784年，夏玛巴撤离西藏去了邻国廓尔喀（今尼泊爾）。
1791年，廓爾喀因與西藏鹽稅銀錢纠纷與白教祖古夏瑪巴唆使，軍隊入侵西藏，意图抢掠遍布西藏各地的寺庙中的财富。當時，西藏請求清朝派兵支援。1792年，乾隆命清朝大将軍福康安同参赞大臣海兰察率领清兵支援当地藏兵，将廓爾喀軍隊驅返喜马拉雅山南麓，甚至还反攻至廓尔喀首都－陽布外二十公里的熱鎖橋，迫使廓尔喀向清朝五年朝贡一次。驅逐廓爾喀軍隊之後，清廷以完善西藏行政為由，訂立治理西藏的多項章程，要求以“金瓶掣簽”認定達賴喇嘛、班禪喇嘛和其他呼圖克圖的轉世。《藏內善後章程》二十九条，大大加強驻藏大臣的權力。1793年，上述章程的部分條款彙編成《钦定藏内善后章程》，並翻譯成藏文，详细规定西藏的宗教事務、外事、軍事、行政和司法权力，达赖、班禅转世程序，地方政权的组织结构，并正式划分西藏和青海、四川、新疆等省份的边界。此后西藏的政务基本依照此章程行事。1846年，驻藏大臣琦善就當時的種種弊端擬定《裁禁商上积弊章程》，奏准施行。其重申、补充旧有章程，整顿和完善西藏地方吏治。

### 英国勢力進入西藏
英國指責藏軍在隆吐山設卡是越界戍守，與清廷交涉無果後於1888年（光緒十四年）發動隆吐山战役驅逐藏軍。1890年3月17日，中英二國在印度的加爾各答簽訂《中英藏印條約》，中方代表是駐藏幫辦大臣升泰，英方代表是印度總督蘭斯敦。通過這個條約，清廷承認錫金為英國的保護國，西藏由此失去藩籬，再無險可固；此外，條約劃定藏錫邊界，承認崗巴宗以南的大片牧場和險要地區屬於錫金。1893年12月5日，由于藏印條約中的多個問題沒有得到實際解決，在英國的壓力下，清政府派何長榮與英國代表艾爾弗雷德·沃利斯·保爾在印度大吉嶺簽訂《中英藏印續約》，其內容是：開放亞東為商埠，在五年內免納進出口稅；英人在該地享有領事裁判權；在錫金遊牧的藏人應照英國在錫金隨時立定遊牧章程辦理。自此，英國人最終打開西藏的大門。
1895年，第十三世達賴喇嘛阿旺·羅桑土登嘉措親政。由於清政府同英國簽訂一系列有損西藏的條約，駐藏大臣在西藏的威信不斷受到考驗，西藏和清政府之間也逐漸疏遠。十三世達賴喇嘛首先對與涉外有瓜葛的人實行嚴厲懲治，凡查出確實與英人入侵有關的人或被處罰、或籍沒、或入獄、或梟首。再是派人推倒印度人在藏印邊界上豎立的界碑，對印度進口貨物依舊課什一稅。1903年12月，由于对噶廈政府拒绝执行中英藏印條約不满，英国军队侵入西藏。1904年3月31日，英国军队和藏军交火，运用机枪和大炮屠杀700多人。4月中旬，英军进入江孜地区，面对江孜宗山坚固的防御工事，英军从印度调来4000多名援军和8门大炮，以及大量先进的穿甲炮弹。6月，西藏當局發佈徵兵廣告以回擊英軍。剛接替裕鋼駐藏大臣之職的有泰此時主和，對藏軍進行多方約束和限制，向朝廷提出「今欲折服其（西藏）心，非任其戰任其敗，終不能了局」。七月初，英軍佔領江孜，達賴喇嘛感到敗局已成，便派人與英人接觸以阻止其進犯拉薩。十三世达赖喇嘛於7月27日率親信被迫途经青海逃往蒙古，臨走前指定龙布嘉措為代理攝政。但英軍領率麥克唐納仍舊率軍前進，7月7日，英军攻陷江孜宗山，七月底渡過雅魯藏布江。8月3日，榮赫鵬佔領拉薩。達賴喇嘛的出走加之對西藏氣候的不適應，英軍不能在拉薩長駐。榮赫鵬找到駐藏大臣有泰，並拿出已經準備好的拉薩條約草案，要他誘逼西藏代表進行談判。清廷革去了达赖的名号，命九世班禅曲吉尼玛（22岁）代替达赖名号，但班禅不接受，使得西藏群龙無首。英军在拉萨大肆劫掠，抢走许多珍贵的文物和经典，但找不到談判对象。9月7日，英军统帅荣赫鹏上校逼迫西藏哲蚌、色拉、噶尔丹三大寺的寺长罗生戛尔曾等人在拉萨签订《拉萨条约》，代理攝政龙布嘉措在《拉薩條約》上蓋上達賴喇嘛的印章。此時有泰上奏朝廷，說「達賴喇嘛兵敗潛逃，聲名狼藉」，請求褫革達賴喇嘛的封號，由班禪額爾德尼來拉薩掌理宗教事務。清政府於是下令「將達賴喇嘛名號暫行革去，並著班禪額爾德尼暫攝」。有泰同時將拉薩條約的內容報告給清廷，條約公佈後廣泛引起公憤，俄國也對英國在西藏獨家牟利提出質疑。於是清政府決定和英國商談修改拉薩條約，賠款由清政府償還。条约送北京，但清廷却坚持不在该约上签字。清政府派唐绍仪、张荫棠等赴印度同英方谈判，唐绍仪坚持中国对西藏的主权不容侵犯。

### 清末新政
1905年1月，外務部右侍郎唐紹儀率參贊張蔭棠、梁士詒奉命赴印加爾各答與英印政府商議修改條約事宜。英人派外交大臣費禮夏為全權代表同中國代表談判。唐紹儀要求刪去條約中的第九條，堅持中國對西藏擁有主權，但英人堅持只承認中國對西藏的宗主權。當時宗主權與主權分別被譯為「上國」和「主國」，唐紹儀指出「查上國二字﹐英文系『蘇索倫梯』（Suzerainty，按今譯宗主權），譯言所管為屬國，而屬國自有治民之權，若自認為上國，則西藏等於韓、越、球、緬。主國二字，英文系『騷付倫梯』（Sovereignty，按今譯主權），譯言臣民推為極尊，歸其管轄，而各事可定者也。」雙方爭執不決，於是11月12日英方提出停止談判。1906年4月，英方再次恢復和中方的談判。27日，中國代表唐紹儀與英國代表薩道義簽訂《中英續訂藏印條約》，共六款，《拉薩條約》作為附約。條約第二款寫明「英國國家允不佔併藏境及不干涉西藏一切政治，中國國家亦允不准他外國干涉藏境及其一切内治」。這段時期西藏政局甚為紊亂。張蔭棠「領副都統」銜後，由清政府指派以駐藏幫辦大臣的身份進藏「查辦藏事」。張蔭棠入藏後，先向中央政府彈劾有泰以及其他相關十餘名滿漢官員。再提出治藏建設十九條及西藏地方善後問題二十四款。11月29日，清廷下令革除有泰等人的職務。但「新政」建設未及實現，張蔭棠便被調離西藏前去印度商定《藏印通商章程》。
1907年6月，中英雙方談判關於藏印通商章程事宜。談判前，英方堅持要有權簽字的西藏官員參加會議，因此西藏噶倫汪曲結布，攜帶噶廈議事簽字全權文憑赴會。1908年4月20日，中英雙方簽訂《中英修訂藏印通商章程》，共十五款。中方代表張蔭棠，英方代表韋禮敦代表各自政府在條約上簽字，「西藏大吏選派嘎布倫汪曲結布為掌權之員」後「秉承張大臣訓示，隨同商議」。
1910年2月，鐘穎統帥二千餘名川軍抵藏，加强清政府对西藏的控制。據民國元年（1912年）九月漢口《民國日報》及《民國公報》報道，該軍抵拉薩後，姦婬擄掠，無所不爲，藏人無不痛恨。出走內地的達賴喇嘛，開始駐錫青海塔爾寺，後聽德爾智之言前去外蒙古庫倫，受到俄國禮遇。為防備達賴喇嘛親俄，清廷同意恢復其名號，同時派蒙古王公前往宣慰，並準備送其回塔爾寺再則日返藏。時值拉薩條約的談判時期，英國反對達賴此時返藏。清廷最後令其移居五臺山。後清廷為給慈禧太后祝壽，召達賴喇嘛進京。達賴喇嘛抵京之後，請求今後有直接向中央奏事之權，以擺脫駐藏大臣的約束。但清政府拒絕他的請求，僅加封他為「誠順贊化西天大自在佛」，並年給廩餼銀一萬兩。在見慈禧太后之時，達賴喇嘛被要求行跪拜之禮，使其朝見規格低於五世達賴和六世班禪。達賴喇嘛隨後返藏，約見幫辦大臣溫宗堯，希望其令川軍停止越軌行為。溫宗堯同意約束川軍不再騷擾百姓，不侵害達賴喇嘛固有地位。達賴喇嘛遂將在各地阻擊川軍的藏軍調回拉薩，並奏謝朝廷封賞，恢復對駐藏大臣的一切供應。但駐藏大臣聯豫對達成的意見多加指責，並拒絕在給達賴喇嘛的復信上簽字蓋章。是時，拉薩盛傳聯豫的衛隊向群眾開槍，達賴喇嘛感到形勢嚴峻，於2月12日夜在布達拉宮召開緊急會議，午夜後再次出走。2月21日，達賴喇嘛由亞東英商務處代理麥克唐納引至印度。聯豫反而奏報朝廷，再次褫奪達賴喇嘛的名號和部分官員的官階品第。
与此同时，聯豫派協統鍾穎率駐藏新軍征討波密，但失败。聯豫遂起用左參贊羅長裿，又奏調川滇邊務大臣趙爾豐川軍助剿。趙爾豐部下傅嵩率軍攻佔波密，與羅長裿在易貢（今屬波密縣）會師。波密土王白馬策旺逃往墨脫。羅長裿率軍由多雄拉山口入墨脫，直抵崩崩山。趙爾豐部西軍中營幫帶劉贊廷引兵由金珠拉山口入墨脫。墨脫宗宗本（相當於縣長）道布（門巴人）設計誘殺波密土王。二路清軍消滅其餘波密頭領，並留兵駐守。在此期间钟颖军与赵尔丰军会师于查木多（昌都），后迅速推进到工部（今林芝专区首府八一镇附近），对整个工部和波密地区（昌都、林芝地区）进行改土归流，先后建立查木多、江达（工部）等十多个县，赵同时向南派兵，在察隅地区（今西藏自治区最东南，临中印边境东段之东，与印占瓦弄相邻），建立察隅县。趙爾豐意欲於波密置縣，改土歸流，但不久武昌起義作，計劃擱淺。

### 宣告独立时期

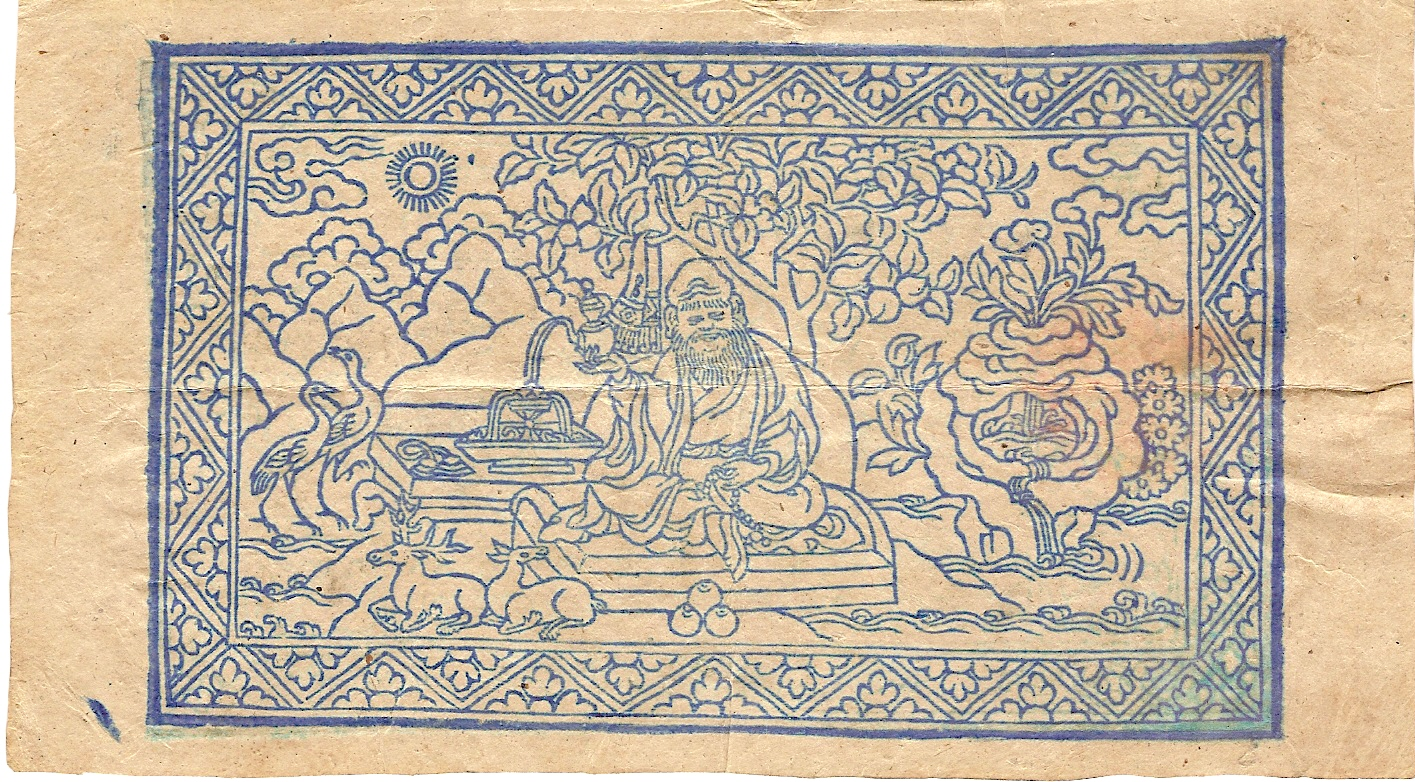
1913年噶廈政府發行的藏鈔，面值为50章噶。

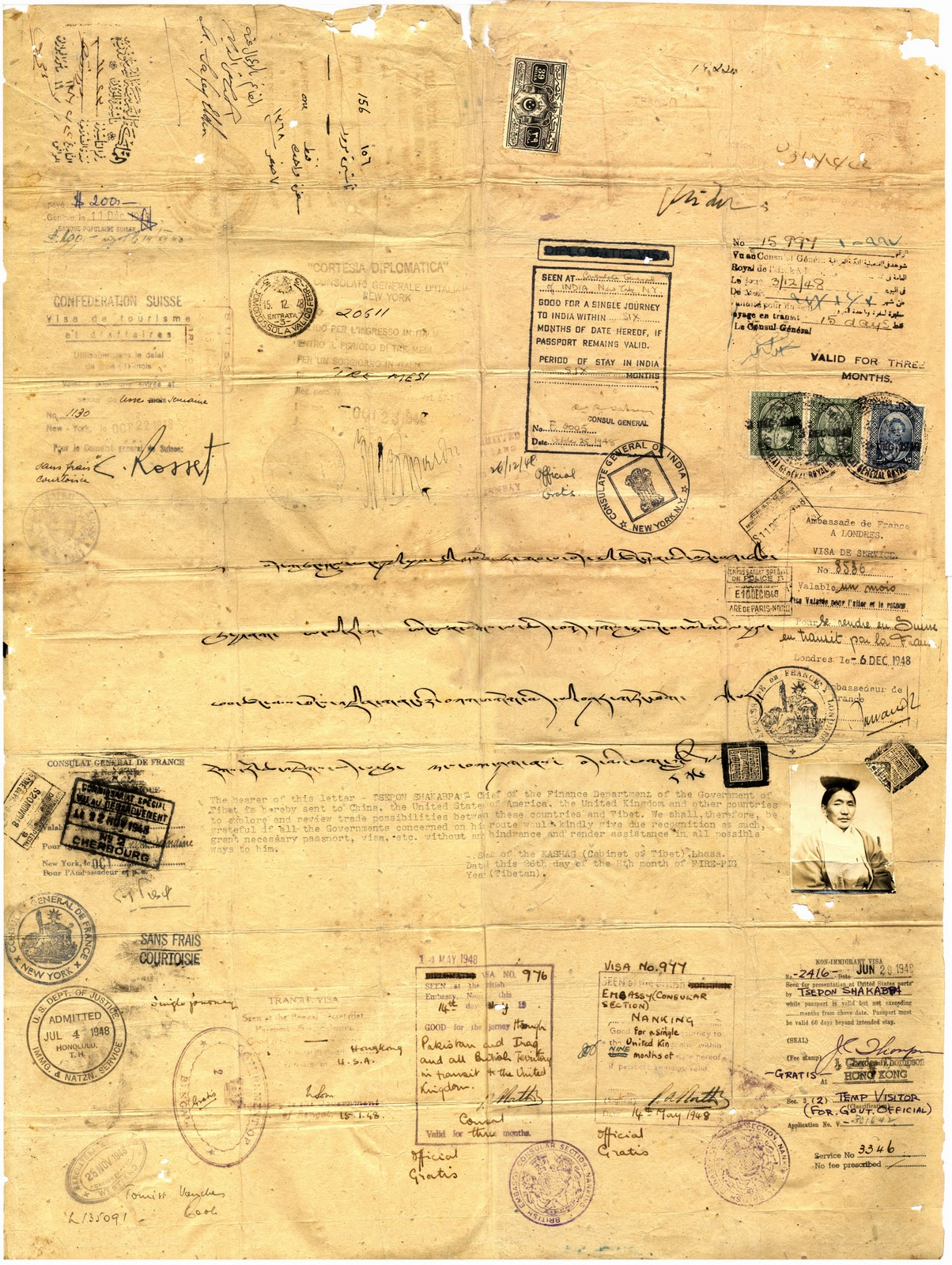
1947年噶廈政府發給西藏商務代表團夏格巴·旺秋德丹的西藏護照獲得多國簽証。

1911年10月10日（清宣统三年八月十九日），武昌起义爆发，辛亥革命开始，使得西藏的局势发生大逆转。以孙中山为首的革命党人一度主张“驱逐鞑虏”，排斥满族，建立汉族内地十八行省的政权（后来孙中山发现此议欠妥，遂改为“五族共和”）。边疆非汉族地方产生动荡和骚乱，清朝政權出现分崩离析的危险，尤其在尚未建省的蒙古和西藏等地纷纷出现分离倾向。驻西藏的清军军队是川军，成員很多是四川哥老会成员，武昌起义爆发的消息传到西藏，駐拉薩清軍发生内讧，史称第一次驅漢事件。其中有拥护共和，有主张勤王，也有自行返回漢地以自保。各派自相残杀，军饷也断绝，清军在西藏地区开始大肆抢劫。清朝中央政府派驻的大臣联豫、钟颖等人只知道借机谋取私利，西藏地区极度混乱。部分官兵囚禁末代駐藏大臣聯豫，更有士兵乘機鈔略百姓，攻擊寺院。1911年冬天，清四川总督赵尔丰在成都被过激民众处死，局势剧变，西康地区也发生严重动乱。
到1912年初，流亡印度原被清廷解除称号的十三世达赖喇嘛借机策动事变，达赖喇嘛发布《告民众书》“（汉人）固当驱除净尽......总期西藏全境汉人绝迹，是为至要”，达桑占东承达赖之意组成一万名“西藏民军”，围攻江孜、亚东、日喀则等地的清军，达赖喇嘛乘机排除清朝政府的官员影响，单独执政。最后驻拉萨清军败于藏军，经过尼泊尔驻拉萨代表调停，清军被解除武装。至1912年底清军及驻藏大臣全部撤出西藏。1913年1月，达赖喇嘛回到拉萨。袁世凯发电报，表示要恢复达赖喇嘛的封号，达赖喇嘛在回复中，则直接重申他对西藏的统治。西藏特使在烏蘭巴托簽署《藏蒙條約》，宣示蒙古、西藏互相承認各由中國獨立出來。
1913年2月14日、藏曆水牛年正月初八日，第十三世達賴喇嘛發佈聖地佛諭，文告的內容涉及西藏的體制改革、實行新政等內容。也因為文告的這個性質，部份學者將此份文件看作是西藏的獨立宣言（Proclamation of Independence of Tibet）。水牛年文告是達賴喇嘛的一個內部講話，1932年以信件的形式公布。文告的現行版本多引自夏格巴的《西藏政治史》一書，范普拉赫曾表示引文來自夏格巴的私人收藏檔案。文告中「我們是一個很小的、信教的獨立國家」（英文：We are a small, religious, and independent nation）語句被學者反復引用論證，時常被認為是達賴喇嘛宣佈西藏獨立的重要宣示。但据中國的藏学家扎西旺都表示，达赖喇嘛当时使用的原词是bod ljongs，即“藏区”，而非rgyal khab（即“国家”）一词。
西藏政府希望劃定邊界，故於1913-1914年在印度召开西姆拉会议，有中、英、藏代表参加。会议期间，英方代表麦克马洪与亲英的西藏代表夏扎·班觉多吉背着民国政府私下用秘密换文的形式，在地图上划一条长达850英里的边境线，把门隅、珞瑜、察隅三个地区共九万平方公里的土地划入印度。这条中国任何一届政府、任何政党都未承认的“麦克马洪线”，为以后中印两国关系的发展投下阴影。
1914年，英藏签订《西姆拉条约》，卫藏获得完全的自治，但又说明：“外国政府”一词并不包括中国。英、藏代表签署该条约，而中国代表陈贻范则拒绝签署。除此之外，在英国与西藏政府私下的协定中，西藏的“东南边境特区”被割让给印度，也就是藏南地区（现在的印度阿鲁那恰尔邦）。虽然英国获得好处，但并没有像西藏预想的那样，支持西藏独立建国，而英国卖给西藏来福枪、弹药，後来则拒绝出售机枪、火炮。
當一戰爆發及中國進入軍閥割據的亂局，西方各國與軍閥都無暇理會西藏問題，第十三世達賴喇嘛在無壓力下管治西藏直至他1933年去世。當時，西藏的政府控制衛藏和西康的一部分，與現時西藏自治區相約。
西藏不断扩军，在康区部署绝大部分的军队（數万人），这也导致西藏在北部地区，无法有力维持边境。1917年，在康区的冲突中，西藏噶厦取得胜利，占领昌都、德格等地。1918年8月19日簽訂的《邊藏停戰退兵條約》所劃定的西藏在康區的邊界大約以金沙江為界。随着继续扩军，噶厦无力维持飞涨的军费开支，转而向后藏扎什伦布寺第九世班禅喇嘛要求巨额税收，班禅喇嘛抗议无果后，于1923年12月，出走内地，随后受到中华民国政府的接待。由于新兴的少壮军官热衷于西化，与西藏传统势力的冲突不断加剧，最后导致这些军官先后被免职，藏军此后走向衰落。但由于中国经历着抗日战争、国共内战，西藏的这种状况，一直维持到1950年代初。

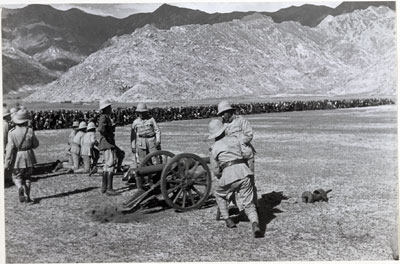
1936年9月英國菲利普·尼姆准將檢閱藏軍的軍事演習。

1936年8月，英國駐拉薩使團抵達拉薩，成為此後16年英屬印度與西藏關係的中心。
1937年12月1日，九世班禅由中华民国政府派遣的5,000人护卫队护送回藏，但在回藏的途中在青海玉樹圓寂。1938年9月24日，中华民国蒙藏委員會頒佈《喇嘛轉世辦法》，共13條。重申金瓶掣籤制度。明確規定達賴喇嘛、班禪額爾德尼、哲布尊丹巴呼图克图暨各處向來轉世之呼圖克圖、諾門汗、班第達等圓寂後，應報由該管地方最高行政機關轉報蒙藏委員會備案；轉世靈童訪獲後，報由該管地方最高行政機關轉報蒙藏委員會查核，分別掣簽等等。
1940年1月15日，吳忠信一行抵達拉薩。1月26日，西藏摄政五世熱振呈請對達賴轉世靈童拉木登珠免於金瓶掣籤，吳忠信向中央轉報核准，同時於羅布林卡會見靈童。1月31日，行政院長蔣中正向國民政府呈請發佈明令准拉木登珠繼任十四達賴喇嘛。2月5日，國民政府發佈命名：「青海靈童拉木登珠，慧性甚深，靈異特著，查系第十三輩達賴喇嘛轉世，應即免於抽籤，特准繼任為第十四輩達賴喇嘛」，並撥給40萬元作為坐床典禮經費。最终，第十四世達賴喇嘛并未经过金瓶掣籤。吳忠信表示坐在历任驻藏大臣的位子上主持了坐床仪式 ，五世热振活佛呈中央政府的电报写道，“国历二月二十二日，即藏历正月十四日，遵令举行第十四辈达赖喇嘛坐床典礼，地址在布达拉大殿。是日蒙藏委员会吴委员长忠信率属亲临主持，甚称吉庆，藏中僧俗官民一致欢腾。”，达赖喇嘛則否认吴忠信主持坐床仪式。
1941年五世热振辞去摄政一职，交予支持西藏独立的其经师三世达扎担任。由於涉外事務增多，达扎噶厦成立了專責機構“外交局”，於1942年7月6日通知中國、英國與尼泊爾此後與外交局交涉。英國使團同意了，而中國蒙藏委员会驻藏办事處孔慶宗拒絕，中藏交涉暫時停頓。1943年，西藏召開民眾大會，對「外交局」事接受中央政府意見，收回原議，表示「西藏應與中央保持感情，不應與中央西藏辦事處斷絕關係。」並責成西藏駐京辦事處總代表阿旺堅贊等向國民政府主席面呈此意。1944年，依照约定，三世达扎本应交还摄政权力予五世热振，但达扎将与重庆国民政府亲善的热振逮捕，并关押直至其1947年圆寂。1946年初，摄政达扎活佛不顾先例，自封“杰布呼图克图”名号。达扎噶厦在1947年派出代表团参加印度的亞洲關係會議，1948年组织了“西藏商务代表团”游历欧美以求外交争取西藏独立，1949年发起了第二次驱汉事件。
1950年8月15日，墨脱县发生里氏8.5级地震。地震引发山体崩塌、滑坡和泥石流，墨脱大地面目全非。这次大地震中，在中国造成了约4000人死亡，而在印度的死亡人数也达到了1526人。
1950年10月7日，由张国华率领的解放军四万余人分八路向康区首府昌都進攻，八千余人的藏军不敵戰败。两天后解放军繼續向昌都进军，俘获多麦总管阿沛·阿旺晋美及其手下士兵。同日，噶厦政府向联合国秘书长呈交报告：“西藏人民已清楚无力阻擋中共軍隊的前進，西藏人已應允與共產黨政府進行和談。虽然长久热爱和平的西藏人民欲要战勝熟练於战争的共產黨軍隊的希望并不大，但我們相信在世界的任何地方，只要發生侵略行为，联合国是必定会帮助予以抗击的。”1950年10月17日，面對中國人民解放軍的軍事力量，在西藏眾多僧侶的要求下，丹增嘉措提前正式繼位親政，處理政教事務。隨后达赖喇嘛丹增嘉措被迫離開拉薩，暫居西藏南部的錯模避难。1951年4月，在打败西藏东部和北部的少数藏军后，解放军约几万人向西藏中部地区推进。西藏噶厦政府代表团不得不前往北京进行和谈。以阿沛·阿旺晋美为首的五人代表团前往北京。
1912年至1951年，西藏為事實上獨立自主的政權，但是未受到中華民國政府及國際社會廣泛承認。在此期間，中華民國政府宣稱對西藏地方擁有主權，但未能進行實際統治；噶廈政府亦宣稱對藏區擁有完整的主權，稱作大西藏地區。然而，超過半數的藏族和藏區其他十多個民族混居在不受拉薩噶廈政府管轄的鄰近由中華民國政府實際控制的省份，包括青海省和西康省等地。

## 中華人民共和國時期

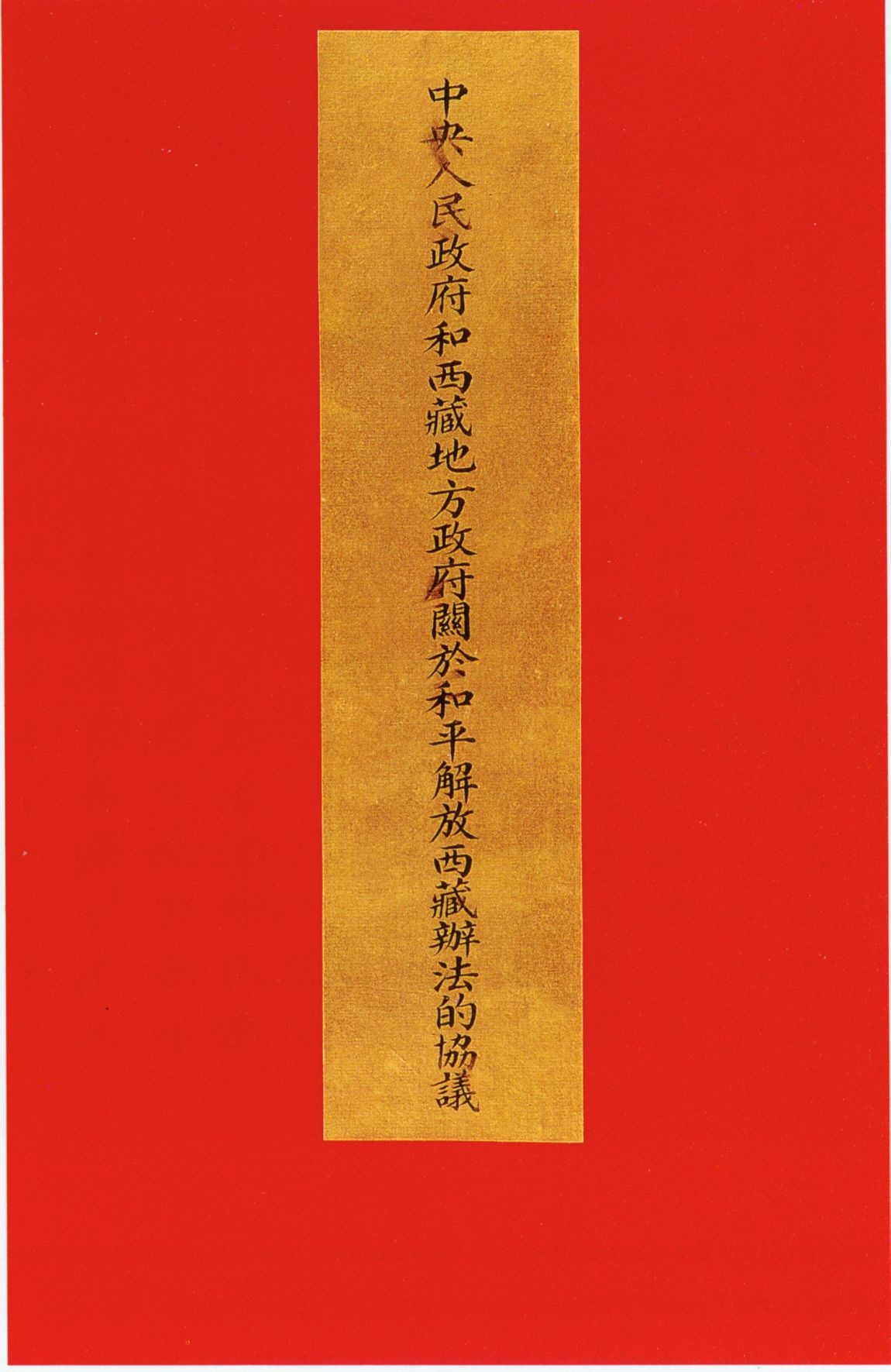
十七條協議漢文版

1950年10月17日，面對中國人民解放軍的軍事力量，在西藏眾多僧侶的要求下，丹增嘉措提前正式繼位親政，處理政教事務。隨后，达赖喇嘛丹增嘉措被迫離開拉薩，暫居西藏南部的錯模（亞東）避难。在打败西藏东部和北部的少数藏军，解放军约几万人向西藏中部地区推进。西藏噶厦政府代表团不得不前往北京进行和谈。1951年4月，以阿沛·阿旺晋美为首的五人代表团前往北京。1951年5月23日，西藏代表团在没有向西藏政府彙報的情况下与中国政府签订《中央人民政府和西藏地方政府关于和平解放西藏办法的协议》，协议一共十七条，规定：“西藏人民团结起来，将帝国主义侵略势力驱逐出西藏；西藏地方政府积极协助人民解放军进入西藏，巩固国防；西藏实行民族区域自治；西藏现行政治制度和达赖喇嘛、班禅额尔德尼的固有地位及职权，中央不予变更，各级官员照常供职；实行宗教信仰自由的政策，尊重西藏人民的宗教信仰和风俗习惯；逐步发展西藏民族的语言、文字和学校教育，以及农牧工商业，改善人民生活；西藏地区的涉外事宜，由中央统一管理。”协议还明确规定，有关西藏的各项改革事宜，中央不加强迫，西藏政府自动进行改革。1951年5月27日，達賴喇嘛從北京的廣播中得知签订和平解放西藏十七條協定的消息。7月，張經武將軍抵達錯模會見丹增嘉措，打算讓達賴喇嘛與解放軍軍隊一同進入拉薩。但丹增嘉措堅持自己先回拉薩，8月，流亡在外大半年的達賴喇嘛回到拉薩。
噶厦政府以达赖喇嘛名义于1951年10月24日致电中央人民政府主席毛泽东，表示“双方代表在友好基础上，已于1951年5月23日签订关于和平解放西藏办法的协议。西藏地方政府及藏族僧俗人民一致拥护，并在毛主席及中央人民政府的领导下，积极协助人民解放军进藏部队，巩固国防，驱逐帝国主义势力出西藏，保护祖国领土主权的统一”。第十世班禅喇嘛和班禅堪布会议厅也发表声明，指出协议“完全符合中国各族人民，特别是西藏民族人民的利益”。同年10月26日，解放军进驻拉萨。
1951年10月26日27日，代表中華人民共和國实質主权的三千余解放军进入拉萨。另外，从西藏东部和新疆等地有两万余解放军进入西藏，并控制日土、噶尔等重要地区，随后又进驻江孜、日喀则等地。于是，拉萨在内的西藏全部主要城市都有解放军驻守，并在西藏东部和西部的整个地区集中大量的军队。至此，中華人民共和國取得對西藏之实質管理权。
1954年，第十四世达赖喇嘛、第十世班禅额尔德尼赴北京参加中华人民共和国第一届全国人民代表大会第一次会议。達賴喇嘛在会上发言，对三年多来执行“十七条协议”所取得的成绩给予肯定，对会议所审议的第一部中华人民共和国宪法草案中有关民族区域自治的原则和规定表示拥护。在谈到宗教问题时，达赖喇嘛说：西藏人民具有很浓厚的宗教信仰，一些人制造的“共产党、人民政府毁灭宗教”的谣言曾经使他们疑惑不安。但是现在，这种“挑拔离间的谣言已经全部破产了，西藏人民已经切身体会到了我们在宗教信仰上是有自由的。”他表示，要在中央人民政府的领导下，在各族人民帮助下，逐步把西藏建设成为繁荣幸福的地方。9月20日，达赖、班禅等西藏代表与出席会议的中華人民共和國全国各民族代表以投票表决方式通过《中华人民共和国宪法》。在此次会议上，達賴喇嘛當選为全国人民代表大会常务委员会副委员长，班禅额尔德尼当选为全国人民代表大会常务委员会委员。
1955年之后，中央政府在四川、青海等地藏區推行人民公社制度，进行大躍進运动，结果遭到藏人的抵制，并多次引發民众暴乱。
1958年，中國政府在位于四川和青海境内的藏区（不在西藏政府管辖之下）实行民主改革，遭到当地的强烈抵制，并由此在这些地区引发激烈冲突，至1959年武装冲突扩展到拉萨。1959年，中国官员張經武邀請剛得到學位的達賴喇嘛一同欣賞歌舞，中央官員的多番催促確定表演時間，丹增嘉措最終選定3月10日。1959年3月10日，达赖喇嘛的拥护者擔心達賴喇嘛遭中共綁架，包圍達賴喇嘛的夏宮羅布林卡，勸阻他赴約，並在大街上張貼海報、呼口號，要求中共離開西藏，最后演变为武装冲突。1959年3月17日，解放军在藏族群众大量聚集到拉萨的情况下，解放軍開始炮击藏族反抗武装占据的羅布林卡，进行镇压。當天深夜達賴喇嘛離開拉薩，飛往印度实际控制的达旺地区，開始与8萬西藏人一起的流亡生涯。西方发达国家将这件事定性为对西藏的武装入侵。1959年3月28日，国务院总理周恩来签署国务院令，宣布解散原西藏政府，由西藏自治区筹备委员会行使西藏政府职权，并在西藏实施民主改革，废除政教合一的封建农奴制。

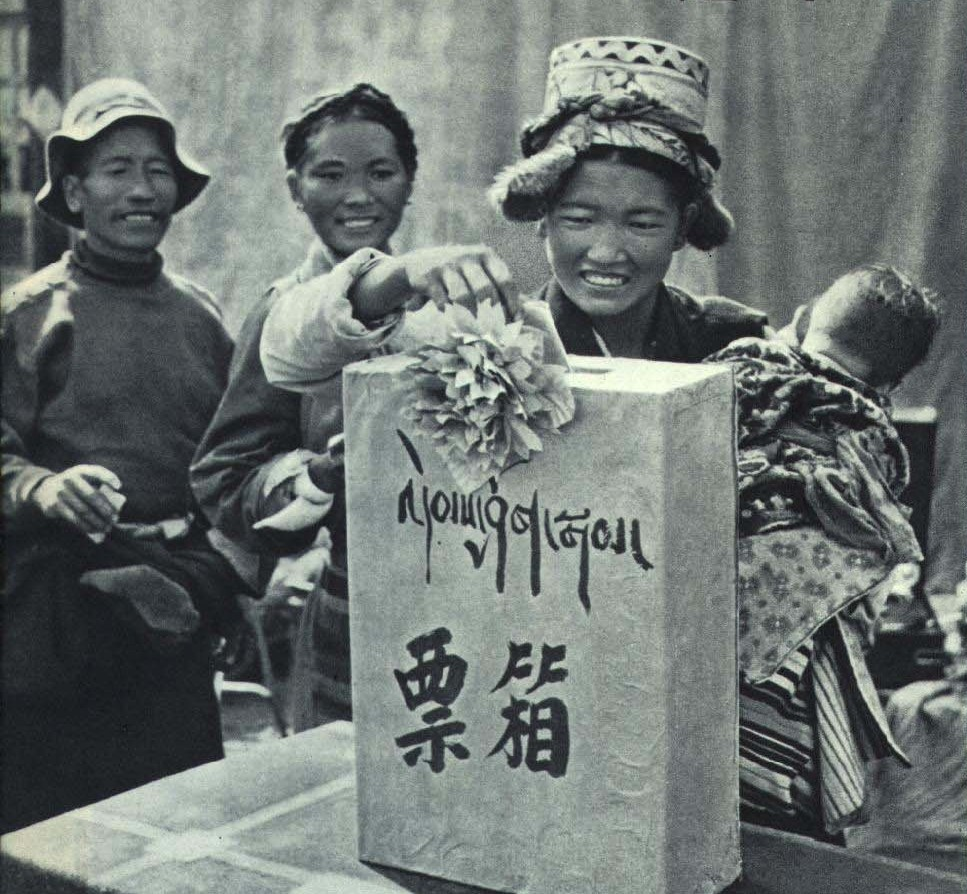
1963年西藏普选

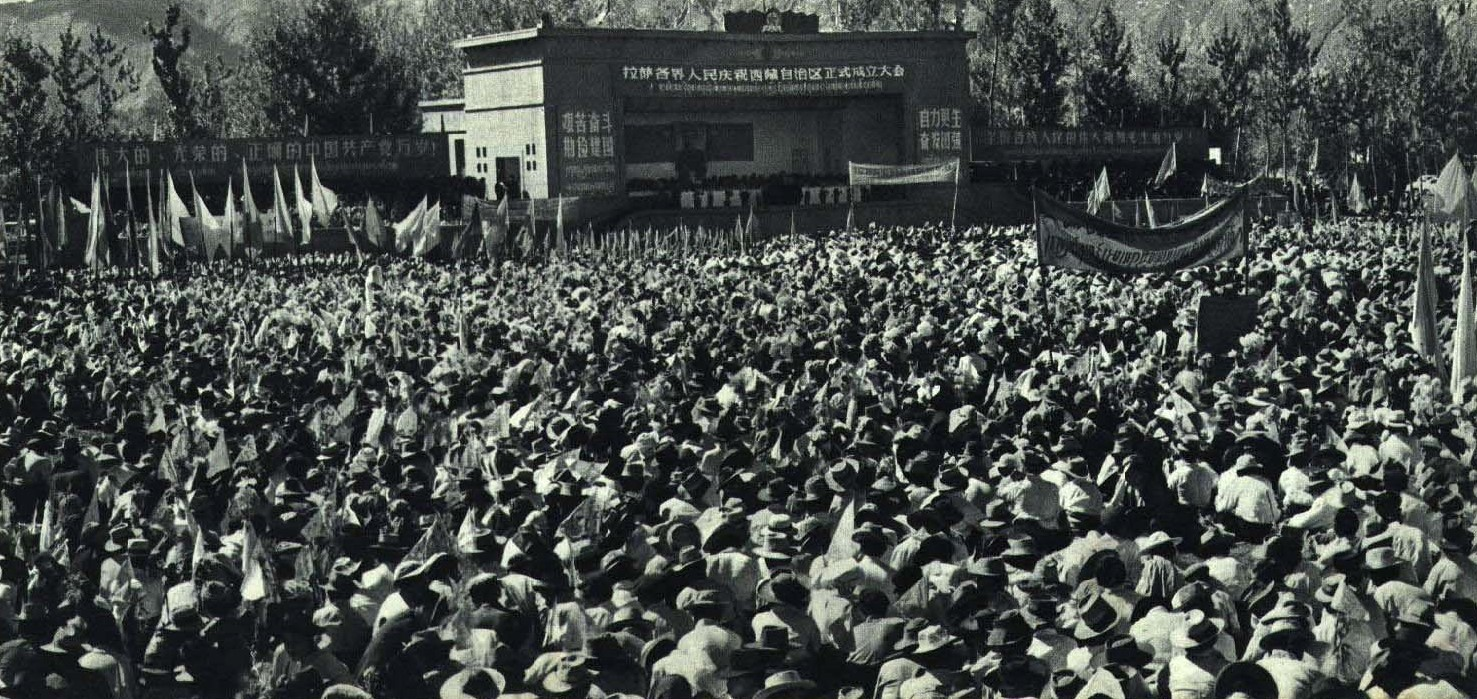
1965年庆祝西藏自治区成立

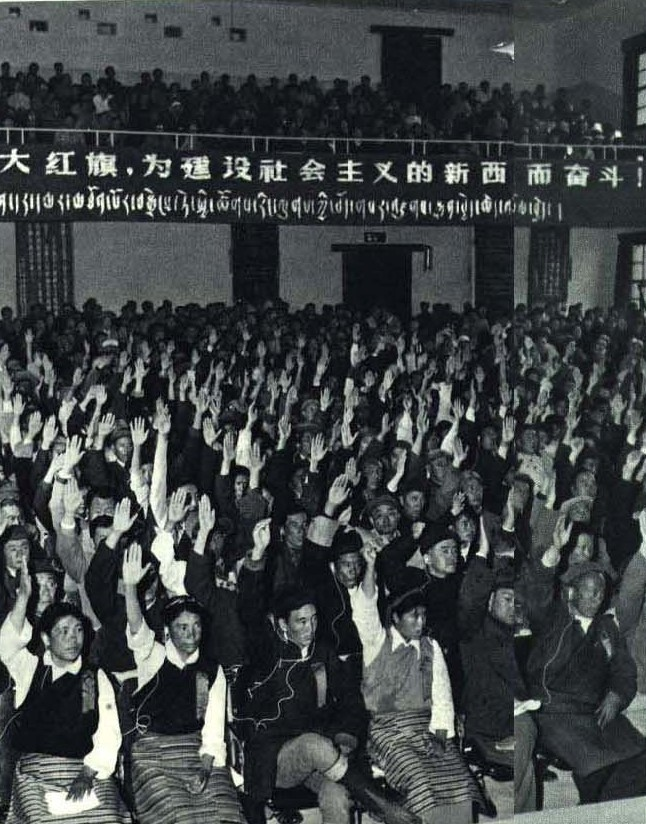
1965年9月西藏自治区第一届人大第一次会议

1959年4月29日，噶厦政府人员在印度达兰萨拉宣布成立西藏流亡政府，要求西藏独立，并在国际上逐渐得到一些支持。班禅则支持解放军。1959年6月20日，达赖喇嘛宣佈不承認「十七條協議」，並聲明「十七條協定」是西藏政府和西藏人民在武力下逼迫簽訂的。西藏流亡政府指，当年由阿沛·阿旺晉美率领的5人谈判代表团，是在中共当局的逼迫下和北京签署17条和平协议。当时他们在无法通知西藏政府的情况下，以个人名义在协议上签名，文件上的印章没有他们的正式官衔。中央政府认为，这次武装冲突是达赖喇嘛挑起的；因为中央政府要废除在西藏实行的农奴制，这触犯到达赖喇嘛的个人利益。同年，西藏开始进行名为西藏民主改革的土地改革運動。
另一方面，美國也直接支持西藏的反抗活動。自從中華人民共和國成立，由於冷戰的需要，美國中情局直接雇傭第十四世達賴喇嘛的兩個哥哥，也在1950至1959年之間，支持達賴喇嘛公開和中共對抗和流亡國外，又聯合英國向印度施加壓力，使得印度同意接納達賴喇嘛和流亡西藏政府。50年代，美国中央情报局在位于美國科羅拉多山谷的赫尔营军事基地，秘密訓練藏獨武裝（即四水六岗卫藏志愿军），並于1957年至1961年間，空投到西藏參戰。
。
1976年毛澤東去世，“文化大革命”结束后，中共总书记胡耀邦在视察拉萨“反帝公社”的居民住房后，表示要加大中央援助西藏的专门拨款的力度。中共改革开放以来，中央政府拨款修复一些在文革中受到冲击的重要寺庙，修建拉萨机场、川藏公路（含南、北两线）、青藏公路以及滇藏公路四条入藏公路和青藏铁路，随着交通情况的改善，西藏的旅游业逐漸发展，西藏人民的生活水準得到提高。
自1979年起，中国开始实行经济改革，西藏的经济迅速发展，相比之下，政治体制改变幅度小。西藏自治区名义上实行藏人自治，自治区行政长官（西藏自治区人民政府主席）除1968年-1979年外均由藏族担任，但中共西藏自治区党委书记一职自设立以来除伍精华为彝族，其他均由汉族担任。
1989年3月拉薩發生暴動（中國官方稱之為拉薩嚴重騷亂事件），對中國政府的西藏政策不滿的人士發起遊行示威，並引發騷亂，最終演變成警民流血衝突，中國政府於3月7日在拉薩宣佈戒嚴、出動武裝警察和解放軍部隊执行戒嚴。這次事件中有387人死亡、721人受傷。據林和立在《Chinese Politics in the Hu Jintao Era: New Leaders, New Challenges》一書中描寫，當時的西藏自治區黨委書记胡錦濤向中共中央申請戒嚴。
1989年1月28日，第十世班禪額爾德尼確吉堅贊於西藏圓寂。1995年5月14日，在全國政協委員、班禪靈童尋訪小組組長、扎什倫布寺民主管理委员会主任恰扎·强巴赤列將尋訪結果通信告知達賴喇嘛後，達賴喇嘛单方面宣佈更登確吉尼瑪是十世班禪喇嘛的轉世靈童。北京政府隨即宣佈恰扎仁波切「叛國」，並且不承認更登確吉尼瑪的靈童候選資格。1995年5月17日，只有六歲的更登確吉尼瑪與其家人被人带走，下落不明。傳與父母在中國北京遭軟禁。1995年11月29日，中国政府經過金瓶掣簽，最終認定坚赞诺布為第十世班禪額爾德尼的转世灵童。1995年12月8日，坚赞诺布按照藏传佛教仪轨和历史定制在扎什伦布寺举行坐床典礼，经师波米·强巴洛珠活佛为其剃度，并为之取法名为吉尊·洛桑强巴伦珠确吉杰布·白桑布。1996年，恰扎·强巴赤列於次年被判處有期徒刑6年。
至今，很多曾同情达赖的当地上层藏人，包括流亡的达赖喇嘛近年来的态度已转向缓和，其政治诉求也从完全独立向自治转变。比如达赖喇嘛2005年在接受《南华早报》的采访曾公开表示：“我们愿意成为中华人民共和国的一部分，让北京管理，但保存我们西藏的文化、宗教和环境。”。
2006年9月30日，中国武警公安边防部队向企图穿越西藏与尼泊尔边境上的囊帕拉山口（海拔5700米，一译朗喀巴山口）、出境前往尼泊尔的75名藏人开枪射击并至少打死两人的囊帕拉枪杀事件。

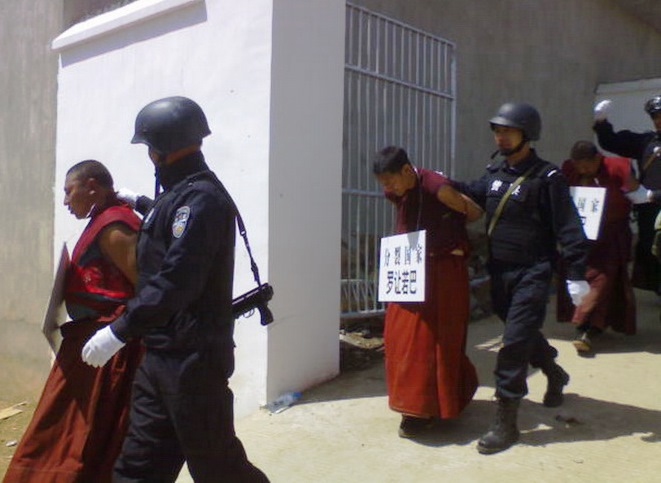
2008年3月阿壩縣西藏僧人被捕。

2008年3月西藏发生骚乱，涉及的地區主要是拉萨市，另外部分前藏地區、甘肃省夏河县、四川省阿壩縣、及尼泊爾和印度的部分地區也有相關的騷動。起因是3月10日起藏人為了纪念1959年的西藏武裝抗暴而在3月初開始在拉薩示威遊行，继而在3月14日引发骚乱。在拉萨的骚乱中，大量店铺、学校和车辆遭到支持达赖的暴乱者的破坏和焚毁。英国《卫报》引述外国目击者报道说，示威者的暴力行为主要针对汉族、回族等非藏族人。3月15日，拉薩市內大致回復正常，但所有店鋪都沒有營業。3月17日，記者被送離拉薩，至3月25日才再由官方安排進行採訪。
由于3.14事件发生后,中華人民共和國遣送在藏的外国新闻记者。由于中華人民共和國政府對媒体新闻采访加以嚴格限制，所以在此次军民冲突中的伤亡人数没有统一的数目。中華人民共和國官方宣布有22人在暴乱中死亡，这些人都是被暴乱者攻击的非藏族人，或为非藏族人开设店铺的藏族雇员。西藏达赖流亡政府宣布148人死亡。2008年西藏骚乱後，西藏流亡政府曾三次派出人員前往北京進行商談。2008年11月，藏方代表甲日等人再次到北京與中共中央統戰部部長杜青林會談，提出「為全體藏人獲得真正自治的備忘錄」（英語：Memorandum on Genuine Autonomy for the Tibetan People）。但新華社隨後發文駁斥該備忘錄，認為仍是一份「假自治、真獨立」的主張。2010年1月，中共中央统战部官员指出达赖关于‘大藏区’的提法违背中华人民共和国宪法。并且要求达赖对于承认是‘印度之子’作出解释。
2008年6月4日，达赖喇嘛在接受《新印度时报》记者采访中表示，位于“阿鲁纳恰尔邦”（中方不承认该邦存在）的达旺属于印度领土，認可1913年1914年西藏与英国签署的《西姆拉條約》的有效性，承认麦克马洪线。
2009年1月19日，西藏自治区第九届人大第二次会议通过决议，设立西藏百万农奴解放纪念日，日期定在每年公历3月28日，以纪念西藏民主改革50周年。

## 相關書目
（按照作者姓氏漢語拼音順序排列；書籍篇章或期刊論文不收入。）

### 檔案與論文
- 劉洪記、孫雨志 編，1999，中國藏學論文資料索引. 北京：中國藏學出版社.
- 西藏流亡政府外交與新聞部 編，1993，以事實證明西藏的真相，中文版. 達蘭薩拉：西藏流亡政府.
- 西藏自治區檔案館 編，1995，西藏歷史檔案薈粹. 北京：文物出版社.
- 中國藏學研究中心、中國歷史第二檔案館 合編，1990，十三世達賴喇嘛圓寂致祭和十四世達賴喇嘛轉世坐床檔案選編. 北京：中國藏學出版社.

### 研究書目
- Jacques Bacot. . Paris: Societe asiatique. 1962 （法语）.
- Goldstein, Melvyn C. 1989. A History of Modern Tibet. Berkeley and Los Angeles: University of California Press.
- Richardson, H. E. 1962. A Short History of Tibet
- Hugh Richardson. . Shambhala. 1984. ISBN 978-0-87773-376-8.
- Shakabpa, W. D. 1967. Tibet: A Political History. New Haven, Conn.: Yale University Press. 汉譯本：夏格巴·旺秋德丹.《西藏政治史》
- Tsepon Wangchuk Deden Shakabpa. . BRILL. 2009年  [2015-09-24]. ISBN 9789004177321. （原始内容存档于2017-03-28）. 汉譯本：夏格巴·旺秋德丹.《藏區政治史》
- Tsering Wangdu Shakya. . London: Pimlico. 1999. ISBN 9780712665339. 汉譯本：茨仁夏加. . 由謝惟敏翻译. 左岸文化. 2011-03-10. ISBN 9789866723490.
- Michael C. Van Walt Van Praag. . Boulder, Colo.: Westview Press. 1990. ISBN 978-0813303949.
- 馮明珠，1996，近代中英西藏交涉與川藏邊情：從廓爾喀之役到華盛頓會議. 台北：國立故宮博物院.
- 龔煌城 等 著，1990，西藏研究論文集，第三輯，西藏研究委員會 編. 台北：西藏研究委員會.
- 龔煌城 等 著，1993，西藏研究論文集，第四輯，西藏研究委員會 編. 台北：西藏研究委員會.
- 李安宅，1989，藏族宗教史之實地研究. 北京：中國藏學出版社.
- 索朗多吉，2000，西藏的政治變遷。國立中山大學政治學研究所碩士論文.
- 吳從眾 編，1991，西藏封建農奴制研究論文選. 北京：中國藏學出版社.
- 扎奇斯欽，1978，蒙古與西藏歷史關係之研究. 台北：正中書局.

### 回憶錄及傳記
- 第十四世達賴喇嘛，1987，達賴喇嘛14世自傳，蔡東照 譯. 台北：濃濃.
- 達賴喇嘛，1990，達賴喇嘛自傳，康鼎 譯. 台北：聯經出版事業公司.
- Harrer, Heinrich. 1998. Seven Years in Tibet. with an introduction by Peter Fleming translated from the German by Richard Graves. Thorndike, Maine: G. K. Hall.
- Norbu, Dawa. 1987. Red Star over Tibet. with drawings by Jampa. New Delhi: Sterling Publishers.
- Norbu, Jamyang. 1979. Horseman in the Snow: The Story of Aten, an Old Khampa Warrior. Dharamsala: Information Office, Central Tibetan Secretariat.
- Pema, Jetsun. 1997. Tibet: My Story, an Autobiography. translated by Geraldine Le Roy and James Mayor. Rockport, Maine: Element.
- 牙含章，1984，達賴喇嘛傳. 北京：人民出版社.
- 扎西次仁口述，2000，西藏是我家：扎西次仁的自傳，梅爾文·戈爾斯坦、威廉木·司本石初 英文執筆；楊和晉 汉譯. 香港：明鏡出版.
- 庫日茗 2020 被隱藏的西藏 獨立古老王國與被佔領的歷史軌跡 (簡體電子版)

### 第一手資料
- Avedon, John F. (約翰·F·艾夫唐)，1991，雪域境外流亡記，尹建新 譯. 台北：財團法人台北市慧炬出版社.
- Donnet, Pierre Antoine (董尼德)，1994，西藏生與死：雪域的民族主義，蘇瑛憲 譯. 台北：時報文化.